# Calambur Editorial

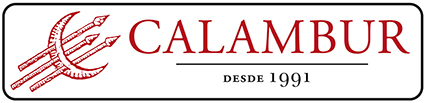

Calambur Editorial es una editorial fundada a finales de 1990 dedicada al ensayo, la crítica literaria y la poesía. Dentro de su catálogo destaca la concesión de dos Premios Nacionales de Poesía por La Casa Roja, de Juan Carlos Mestre (2009) y Cuadernos (2000-2009) de José María Millares Sall. En el año 2015 fue vendida por sus propietarios al Grupo Studia Humanitatis, de Barcelona.
Fundada en Madrid en 1991, CALAMBUR edita poesía contemporánea en español, así como ediciones bilingües (portugués, catalán, gallego, vasco, inglés...). La colección "Calambur Narrativa" publica textos contemporáneos españoles, y algunas traducciones de autores clásicos. En ensayo, Calambur edita la "Biblioteca Litterae", cuyo tema principal fue la historia del libro y de la cultura escrita; y en 2008, la colección "Calambur Ensayo", se dedica al ensayo literario, artístico e histórico. Otra colección de éxito  fue "Hispanoamérica y la guerra civil española", dedicada al impacto de la guerra civil en los intelectuales de Hispanoamérica.

## Historia
Calambur Editorial fue fundada como sociedad a finales de 1990 y sus primeros libros aparecieron en mayo de 1991. 
Si bien su línea editorial abarca diversos géneros literarios, Calambur fue una editorial especializada en poesía. A lo largo de los años publicó textos inéditos de clásicos del siglo XX (Manuel Altolaguirre, Emilio Prados), reediciones (Blas de Otero, Carlos Edmundo de Ory, Antonio Gamoneda, Rafael Pérez Estrada), obras completas o antologías (Antonio Pereira, Francisca Aguirre, Jesús Hilario Tundidor, Antonio Hernández, nuevos poemarios (Juan Carlos Mestre, Leopoldo María Panero) y traducciones (Lêdo Ivo, Eugenio de Andrade, Joan Vinyoli, Xosé Luis Méndez Ferrín, John Ashbery).
La Revista Leer, en su número 217 correspondiente a noviembre de 2010, decía: «La editorial Calambur ha ido configurándose y ganando gran prestigio, incluso en los aspectos meramente artegráficos, como uno de los sellos de referencia en lo que a publicación de poesía se refiere.»
A partir de 2015, han participado en el consejo editorial de Calambur figuras como el poeta Sergio Arlandis o los académicos Domingo Ródenas y Lluís Agustí. Se iniciaron nuevas colecciones de prestigio como Selecta Philologica o Criterios, más orientadas al ensayo. 

## Colecciones
- Calambur Poesía: Dedicada a la poesía contemporánea, principalmente en castellano, aunque también edita en otras lenguas del Estado español así como en lenguas extranjeras.
- Calambur Narrativa: Dedicada principalmente a la narrativa española contemporánea.
- Biblioteca Litterae: Monografías sobre la historia de la edición, el libro y la escritura.
- Calambur Ensayo: Libros de ensayo sobre temas literarios, sociales y culturales.
- Libros singulares: Grandes obras fuera de colección.
- Colección Calambur 20 años: Colección conmemorativa de cinco autores: Blas de Otero, Carlos Edmundo de Ory, Antonio Pereira, Francisca Aguirre y Rafael Pérez Estrada.
- Hispanoamérica y la guerra civil española: Serie de antologías críticas sobre el impacto de la guerra civil en los intelectuales de Hispanoamérica.
- Criterios: Ensayo de temas actuales como feminismo, posverdad de autores de reconocido prestigio.

## Premios Nacionales
- Premio Nacional de Poesía 2010. José María Millares Sall, Cuadernos (2000-2009).
- Premio Nacional de Poesía 2009. Juan Carlos Mestre, La casa roja.

## Otros premios
- Premio de la Crítica en poesía castellana, 2013. Antonio Hernández Ramírez, Nueva York después de muerto.
- Premio de la Crítica en poesía castellana, 2012. Juan Carlos Mestre, La bicicleta del panadero.
- IX Premio de la Crítica de Castilla y León, 2011. Javier Villán, Aquelarre de sombras.
- Premio Extremadura a la Creación, 2010. José Antonio Zambrano, Apócrifos de marzo.
- Premio El Público de Canal Sur, 2008. Pilar Paz Pasamar, Los niños interiores.
- Premio Francisco de Quevedo de Poesía, 2007. Antonio Pereira, Viva voz.
- Premio Francisco de Quevedo de Poesía, 2003. Javier Lostalé, La estación azul.